# Kościół św. Teresy z Ávili w Wyśmierzycach
Kościół św. Teresy z Ávili w Wyśmierzycach – rzymskokatolicki kościół parafialny w mieście Wyśmierzyce. Mieści się przy ulicy Kościelnej.

## Historia
Jego budowa została ukończona w 1856. Był to kościół murowany. Jego fundatorem był Zenon Korwin-Krasowski, właściciel wsi Grzmiąca. Okazało się jednak że świątynia jest za mała. W latach 1868–1879 świątynia została rozbudowana dzięki funduszom Teresy z Brochowskich Witkowskiej. W 1920 po raz kolejny powiększono świątynię, dobudowując fronton. W takim stanie kościół zachował się do dzisiaj.

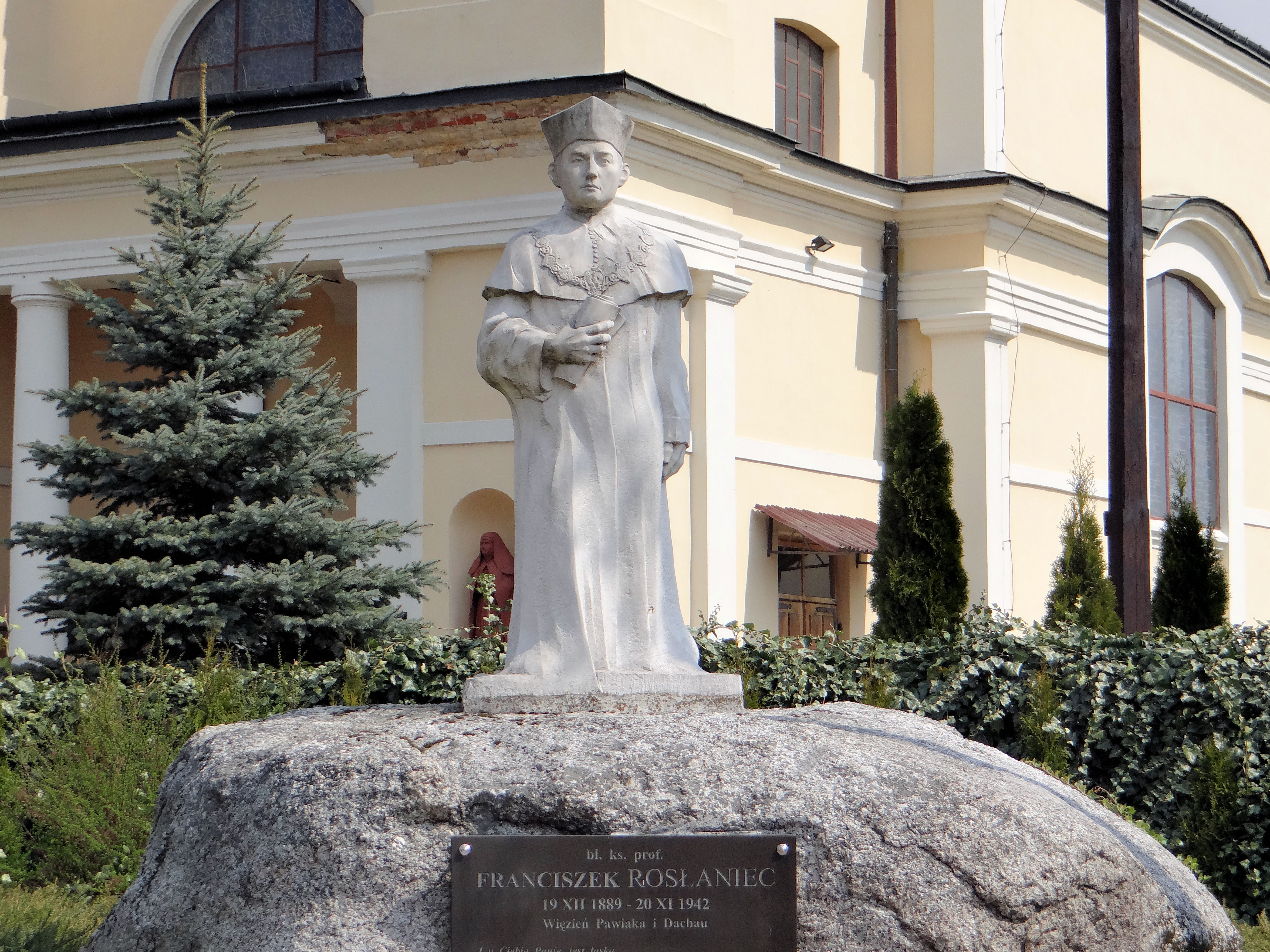
Pomnik bł. Franciszka Rosłańca przed kościołem

## Wyposażenie
Wyposażenie świątyni pochodzi głównie z epoki baroku. Są to m.in. obrazy Trójcy Świętej i Pokłonu Trzech Króli pochodzące z XVII wieku oraz sprzęt i szaty liturgiczne z XVII-XVIII wieku.